# 빙상 레이싱

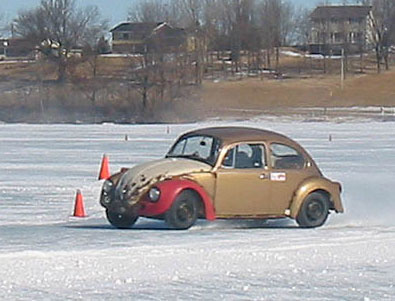

빙상 레이싱 또는 아이스 레이싱(영어: Ice racing)은 자동차, 오토바이, 스노모빌, 전지형 차량 또는 기타 전동 차량을 사용하는 레이싱의 한 형태이다. 빙상 레이스는 얼어붙은 호수나 강 또는 손질된 얼어 붙은 부지에서 열린다. 추운 날씨는 자연 얼음에 대한 요구 사항이므로 일반적으로 캐나다, 미국 북부 및 북유럽의 높은 위도에서 발견되지만 따뜻한 기후에서는 제한적인 실내 이벤트, 일반적으로 아이스하키 링크 (오토바이 및 ATV만 해당)에서 개최된다.북미의 트랙은 1/4마일에서 수 마일 길이 (~ 400m에서 수 킬로미터 길이)의 서킷으로 다양하다.

## 트랙
아이스 레이싱에 사용되는 트랙에는 타원형과 로드 코스가 있다.일부 트랙은 눈이 뿌려진 더트 트랙 레이싱 트랙이다. 자연적 눈이 없는 경우 기온이 영하로 떨어지면 먼지 표면에 물을 뿌려 얼음 표면이 생성될 수 있다. 인공 아이스 트랙 (보통 스피드 스케이팅 타원형)은 천연 아이스 트랙을 만들 수 없는 곳에 사용된다. 일부 트랙은 얼어 붙은 호수에서 눈을 뿌려서 만들어진다. 관중들은 종종 얼어 붙은 호수의 트랙 바깥쪽에 차를 주차한다.

## 타이어
빙상 레이싱 타이어는 스터드 또는 비 스터드이다.스터드 타이어는 더 나은 견인력과 증가 된 속도를 제공하기 위해 나사 니볼트와 같은 스터드가 있다.관통력을 높이기 위해 일부 스터드가 날카로워졌다.스터드가 있는 타이어는 구매할 수 없으므로 피트 크루가 스터드를 타이어에 부착해야 한다.2008년까지 위스콘신에 있는 Menard 's Racing은 자동차용 스터드 레이싱 타이어를 제조 및 판매했으며, 많은 빙상 레이싱 클래스에서 요구되었다. 스터드 타이어가 장착된 자동차는 일반적으로 더 큰 코너링 능력으로 훨씬 더 빠른 속도를 달성하기 때문에 롤 케이지와 향상된 안전 장비를 포함해야 한다.
제재 기관의 규칙서는 일반적으로 스터드의 길이 및 유형을 지정하며, 종종 얼음 표면에 가해지는 손상 수준을 제어하기 위한 목적으로 사용된다. 공격적인 스터드는 특히 도어 2도어 자동차 레이싱에서 연속 랩에서 얼음을 통해 마모될 때 안전 문제가 될 수 있는 충분한 손상을 일으킬 수 있다.
비 스터드 타이어는 추운 기후의 고속도로 승용차에 사용되는 표준 생산 스노우 타이어의 한 종류다. 운전자는 종종 겨울용 타이어를 사용한다.아이스 레이서들 사이에서 가장 좋아하는 것은 비릿지스톤Blizzaks와 노키안 Hakkapeliittas이다.

## 모터사이클의 빙상 레이싱
빙상 레이스에는 빙상 위의 스피드웨이에 해당하는 오토바이 클래스가 포함되어 있다. 모터사이클 길이는 260 m (0.16 mi)에서 425 m (0.264 mi) 사이의 타원형 트랙을 중심으로 시계 반대 방향으로 경주한다. 레이스 구조와 득점은 스피드웨이와 비슷하다.
자전거는 스피드웨이에 사용되는 것과 비슷하지만 축간거리가 길고 프레임이 더 단단하다. 스포츠는 전체 고무 및 스터드 타이어 클래스로 나뉜다. 스터드 타이어 카테고리에는 각 트레드리스 타이어에 최대 30mm (1.2 인치) 길이의 스파이크가 장착된 자전거를 타는 경쟁자가 포함된다. 각 자전거에는 앞 타이어에 90개의 스파이크가 있고 후면에 200~500개의 스파이크가 있다. 이 분야에서 이러한 스파이크를 사용하려면 거의 얼음 표면까지 확장되는 바퀴 위에 특수 보호 가드 (머드 가드와 유사)를 추가해야 한다. 스파이크 타이어는 엄청난 양의 트랙션을 생성하며 이는 2단 변속기가 필요함을 의미한다. 스피드 웨이와 마찬가지로 자전거에는 브레이크가 없다. 체코 산 4행정 Jawa 모터 사이클이이 스포츠의 지배적인 힘이었다.
스터드 타이어 등급에서는 얼음을 파고있는 스파이크에 의해 생성되는 그립으로 인해 굴곡부 주변에 넓은 사이딩이 없다. 대신 라이더는 핸들 바가 트랙 표면을 훑는 각도로 자전거를 구부러진 곳에 기울인다. 속도는 직선에서는 80 mph (130 km/h)에 접근하고 굴곡에서는 60 mph (97 km/h)에 접근한다. 안전 장벽은 일반적으로 트랙의 바깥쪽 가장자리 주변에 쌓인 눈과 얼음 또는 짚더미로 구성된다.
스터디 드 아이스 레이싱에 필요한 라이딩 스타일은 다른 트랙 레이싱 분야에서 사용되는 것과 다르다. 즉, 이 분야의 라이더는 스피드웨이 또는 다른 변형에 거의 참여하지 않으며 그 반대의 경우도 마찬가지다.
Fédération Internationale de Motocyclisme의 승인을 받은 팀과 개인 회의의 대부분은 러시아, 스웨덴, 핀란드에서 열리지만 이벤트는 체코, 독일, 헝가리 (2000년 이후), 네덜란드 및 때때로 다른 국가에서도 열린다. 개인 아이스 레이싱 월드 챔피언십 (1966년 이후 개최)과 팀 아이스 레이싱 월드 챔피언십 (1979년 이후 개최)에서 대부분의 타이틀을 지배하고 우승한 국가는 소련이었고 1991년 이후 러시아였다.캐나다의 전국 투어링 시리즈는 캐나다 오토바이 협회의 승인을 받았다.

## 자동차의 빙상 레이싱
자동차 아이스 레이스는 프랑스에서 가장 성공적이었다. 여기에서 산업용 잼 (과일 보존 장치) 제조업체가 후원하는 Trophée Andros 시리즈는 정교한 4WD 자동차의 제조업체 지원 항목 및 국제 텔레비전 방송인 Alain Prost 또는 Olivier Panis와 같은 전 F1 드라이버를 끌어들인다. Trophée Andros 경주는 주로 프랑스 스키 리조트의 축축한 눈 (자동차 핸들링에 관해서는 얼음과 크게 다르지 않음) 트랙을 사용하여 파리 스타드 드 프랑스에서 인공 얼음으로 최종 레이스를 한다. 2006년 트로피에는 안도라에서 한 라운드가 포함된다. 캐나다에서 매년 개최되며 북미에서 가장 주목할만한 아이스 레이싱 이벤트 인 캐나다 챌린지에서 여러 차례 라운드가 열렸다.
1960년대와 1970년대에는 북미 아이스 레이싱 챔피언십과 유럽 아이스 레이싱 챔피언십이라는 두 개의 주요 아이스 레이싱 챔피언십이 있었다. 북미는 알래스카 앵커리지에서 열렸으며 챔피언에는 Earl Bennett와 Chuck Higgins가 포함되었으며 멕시코 포뮬러 원 드라이버 Pedro Rodríguez는 1970년에 그의 클래스와 전시 레이스에서 우승하여 전체 2위를 차지했다.
다른 곳에서는 아이스 레이싱이 주로 여가 활동으로 입증되었다. 북미에는 전문적인 아이스 레이싱 제재 기관이 없지만여러 캐나다 주 (앨버타, 온타리오, 매니토바, 퀘벡, 서스 캐처 원)와 미국 주 (뉴욕, 미시간, 메인, 위스콘신, 미네소타, 알래스카)에 클럽이 있다.
일부 아마추어 및 프로 더트 트랙 및 포장 트랙 경주자들은 얼음 경주를 사용하여 기술을 연마하거나 여름 시즌을 위해 연습한다.운전자는 종종 얼음 위에서 필요한 자동차 제어 기술을 개발하면 젖은 레이스 트랙에서의 성능이 크게 향상된다는 것을 알게 된다.
캐나다에는 SS (street studs)라고 하는 새로운 클래스가 있다. 이 클래스는 롤바 없이도 자동차가 고무에서 아이스 클래스로 변경된 것과 동일한 방식으로 달릴 수 있다. 일부 미국 클럽 (예: Anchorage Alaska Sports Car Lions Club)에서 슈퍼 스터드 또는 스터드 클래스라고 부르는이 동일한 SS 등급은 최소한 IT 규칙을 충족하기 위해 스터드 타이어를 실행하는 모든 자동차가 필요하며 롤 케이지와 완전한 안전이 필요하다.일부 클럽은 사람들에게 매일 드라이버를 아이스 레이스하도록 권장하고 이를 안전하게 허용하기 위해 엄격한 비접촉 규칙을 가지고 있다.
러시아에서는 2월 말 상트페테르부르크 외곽에서 얼음과 눈을 달리는 북부 숲이라는 집회 습격 이벤트가 있다. 또한 러시아에는 겨울철에 얼음으로 덮인 짧은 얼음 타원형 트랙, 일반적으로 경마장에서 경주하는 인기있는 겨울 트랙 경주가 있다.
기존의 집회도 얼음 위에서 이루어진다. 특히 몬테카를로 랠리의 활주로는 때때로 눈과 얼음으로 덮여 있다. 미시간의 Sno Drift Rally는 이러한 이벤트의 또 다른 예다.

### 레이스 차량
경주용 차량에는 많은 종류가 있다. 경주용 차량은 종종 스터드 또는 비 스터드 타이어 등급으로 나뉜다. 거의 모든 더트 트랙 경주용 차량은 얼음 위에서 경주할 수 있다. 날아 다니는 눈과 얼음 가루는 가시성을 제한하므로 일부 차량의 경우 가루를 더 잘 볼 수 있도록 차량 뒷면에 밝은 빛 (일반적으로 빨간색 또는 노란색)이 있어야 한다.
스터드가 없는 자동차는 코너를 통과 할 수 없고 자동차가 미끄러운 표면에 많은 힘을 얻을 수 없기 때문에 무게에 따라 선택된다.경량 전륜구동 차량이 일반적으로 가장 빠르다.